# Saccobolus minimus
Saccobolus minimus är en svampart som beskrevs av Velen. 1934. Saccobolus minimus ingår i släktet Saccobolus och familjen Ascobolaceae.  Arten är reproducerande i Sverige. Inga underarter finns listade i Catalogue of Life.